# Kasteel Gageldonk
Kasteel Gageldonk, gelegen aan Gageldonksepad 1, in de buurtschap Gageldonk op het grondgebied van Prinsenbeek, was een kasteel.

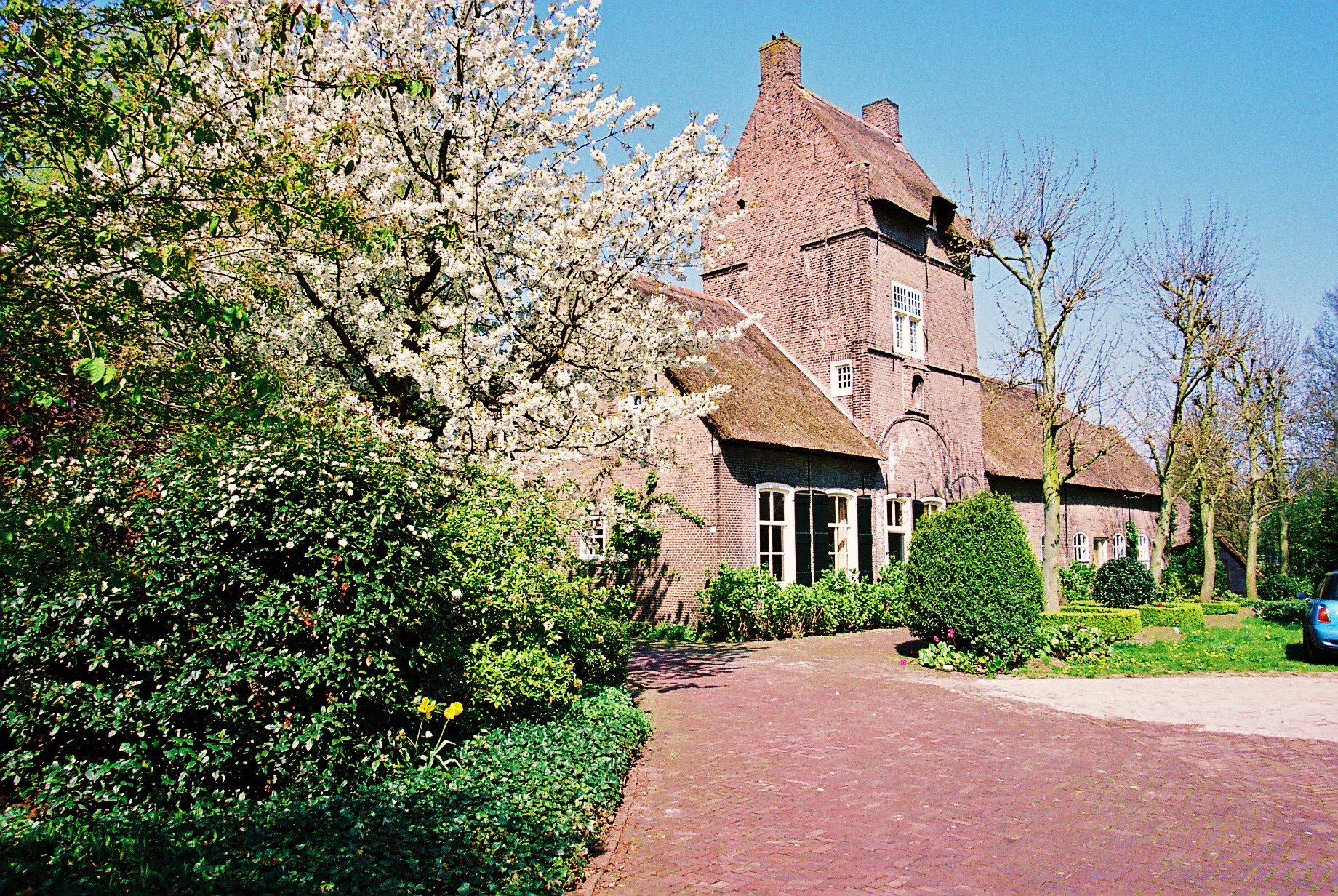
Gageldonk

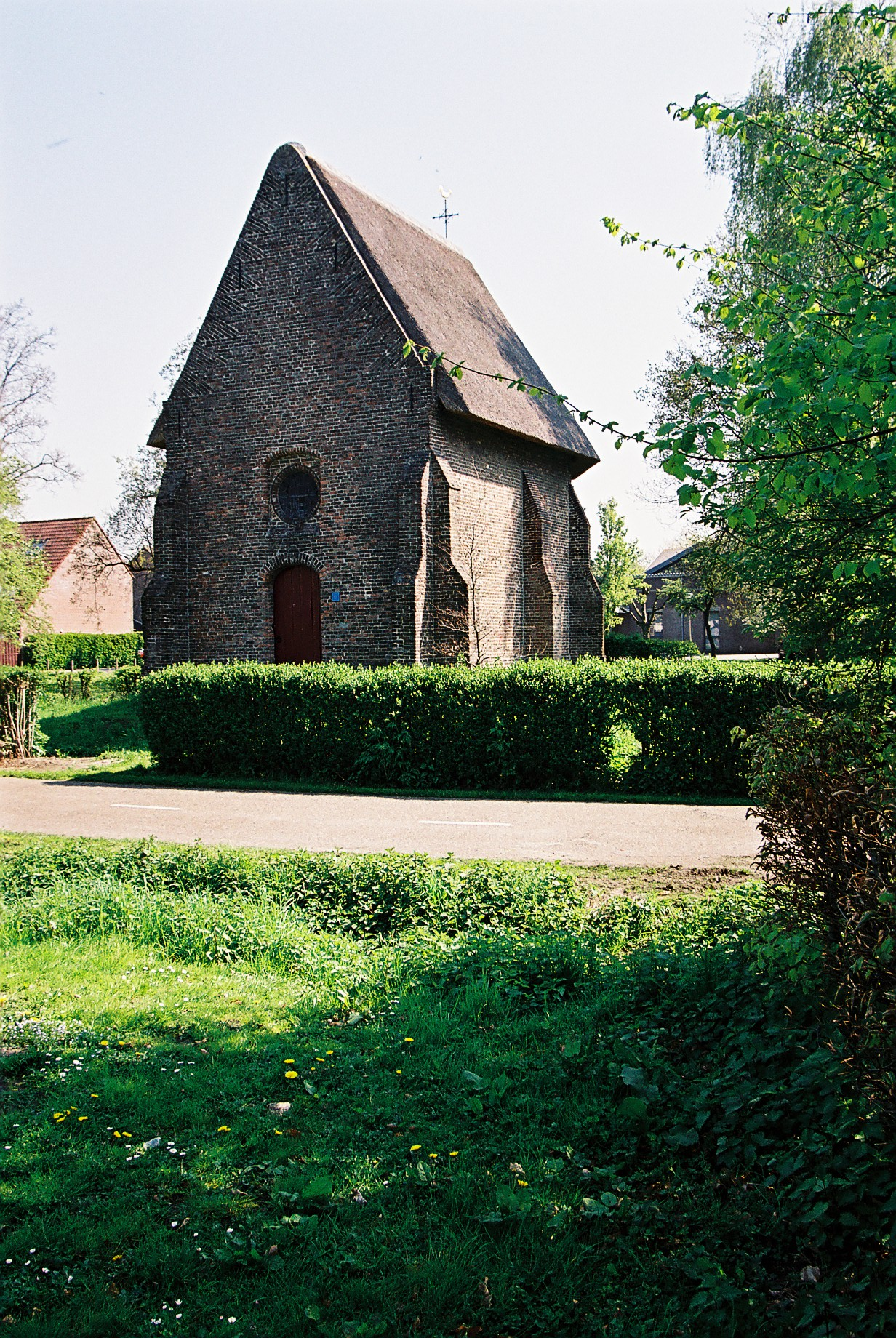
Kapel Gageldonk

## Geschiedenis
In de 13e eeuw werd voor het eerst melding gemaakt van een aantal ridders, waaronder Hugo van Gageldonk, en in 1312 werd gesproken van een woeninghe, toen in bezit van Peter van Zevenbergen. In 1388 had Willem van der Lek het goed in leen, die het later verkocht aan Willem de Bie. In 1440 was sprake van een huysinghe ende hof en in 1465 van die principael huysinge daar hy (Willem de Bie) mitertijt woent, metten valbrugge, toebehorend te weten die poorte, stal, schuere, brouwhuyse met allen gereedschappen totte selven brouwhuys dienende. Het was toen een speelhuis. In 1542 werd een zekere Filips Geertsz. de Bie als eigenaar genoemd en in 1544 was het in bezit van Willem van Oranje, die het in 1544 in leen uitgaf aan Antonis van Stralen, die een vertrouweling van Willem van Oranje was. Antonis werd door de Spanjaarden onthoofd en zijn goederen werden verbeurd verklaard, waardoor het kasteel in bezit van de Spaanse koning kwam. In 1573 werd het kasteel door de Watergeuzen verwoest. In de eerste helft van de 17e eeuw werden de restanten verder gesloopt behalve het poortgebouw, dat toen reeds tot een boerderij behoorde.

## Heden
Tegenwoordig is de vierkante poorttoren uit omstreeks 1550 nog overgebleven. Deze heeft een rieten zadeldak. Ze werd in de 19e eeuw opgenomen in een boerderij. Opvallend zijn de waterlijsten waardoor de toren in geledingen is verdeeld.
Ook de Kapel van Gageldonk, die tot het kasteel heeft behoord, is nog aanwezig.